# Rio di Palazzo
Il rio di Palazzo o rio della Canonica è una via d'acqua di Venezia, confine tra i sestieri di Castello e San Marco.

## Posizione
Il rio di Palazzo segna un lungo tratto del confine tra i sestieri di Castello e San Marco; sbocca a sud nel Bacino di San Marco passando sotto al ponte della Paglia, tra il Palazzo Ducale e le Prigioni Nuove, separando il Molo di Palazzo Ducale dalla riva degli Schiavoni; confluisce a nord dove si congiungono il tortuoso Rio del Mondo Novo e il Rio di San Zulian.

## Architetture
Su questa via d'acqua si affacciano palazzi sia del sestiere di San Marco sia palazzi siti nel sestiere di Castello. Edifici principali della sponda orientale sono il Palazzo delle Prigioni Nuove, il convento ora Museo diocesano d'arte sacra Sant'Apollonia con la contigua ex chiesa dei Santi Filippo e Giacomo, il rinascimentale Palazzo Trevisan Cappello, un tempo residenza di Bianca Cappello, e dopo una piccola sequenza di edifici rinascimentali e barocchi dal nome incerto il trecentesco Palazzo Soranzo dell'Angelo, oggi caratterizzato in facciata da una commistione tra forme gotiche e tardo rinascimentali mentre diversi elementi originari furono spostati sul lato opposto verso il suo giardino ma noto soprattutto per la strana leggenda che lo coinvolge.  Edifici principali della sponda occidentali sono il Palazzo Ducale e il Palazzo Patriarcale, anticipato dalla mimetica abside della cappella di San Teodoro, più in là è il gotico Palazzo Donà.
Il rio è attraversato da sei ponti, denominati della Paglia, dei Sospiri, della Canonica, i due ponti privati del palazzi Trevisan e Foscarini e quello del Remedio.
Il ponte della Paglia è da considerarsi come il primo ponte veneziano dotato di bande, sostanzialmente ancora conservate allo stato originario con la sua balaustrata gotica rifinita da archetti trilobati sotto la cimasa e ornato di pigne (o fioroni) sui piedritti. Venne costruito nel 1360 in sostituzione del precedente di legno. Ristrutturato nel 1462 non fu toccato durante l'allargamento delle rive del 1779 ma tra il 1843 e il 1844 venne allargato più del doppio spostando la balaustra originale; sotto il volto è ancora visibile (anche da terra) il vecchio cordolo nella posizione originale. Fu ricollocato nella nuova posizione anche il capitello votivo con una Madonna appostovi nel 1583 dai traghettatori che li avevano lo stazio.
Il ponte dei Sospiri, noto per la leggenda legata al suo nome e poi ripresa acriticamente dalla letteratura romantica, fu costruito nel per collegare più agevolmente la sede giudiziaria nel Palazzo Ducale con le nuove prigioni. L'architetto Lo progettò Antonio Contin, nipote di Antonio da Ponte che aveva costruito le prigioni, e fu compiuto nel 1600. Unico esempio storico di ponte coperto, e completamente chiuso, a Venezia è sostenuto da un'arcata ornata da protomi leonine, pentapartito sui fianchi da lesene in bugnato e coronato da volute e pilastrini; solo due aperture a transenna per ogni lato consentono la visione dell'esterno.
Il ponte della Canonica divenne, dopo il 1172, un percorso alternativo del doge per le rituali visite al convento di San Zaccaria: in quell'anno inafatti, lungo la Riva degli Schiavoni era caduto vittima di un fatale attentato il doge Vidal Michiel II. Con la ricostruzione del manufatto nel 1755 si trovò più consono aggiungervi le balaustrate.